# 505 Cava
För andra betydelser, se Cava.
505 Cava eller 1902 LL är en stor asteroid i huvudbältet, som upptäcktes 21 augusti 1902 av den amerikanske astronomen Royal Harwood Frost i Arequipa, Peru. Den har fått sitt namn efter Cava i Peruansk mytologi.
Asteroiden har en diameter på ungefär 115 kilometer.